# Milan Ptáček
Milan Ptáček (* 17. března 1933 - 18. června 1990) byl český a československý politik Komunistické strany Československa, poslanec České národní rady a Sněmovny národů Federálního shromáždění za normalizace.

## Biografie
Po provedení federalizace Československa usedl do Sněmovny národů Federálního shromáždění. Do federálního parlamentu ho nominovala Česká národní rada, kde rovněž zasedal. Ve federálním parlamentu setrval až do konce funkčního období, tedy do voleb roku 1971. Po roce 1968 byl jako člověk pro své názorové přesvědčení dlouhá léta za totalitního režimu perzekvován. 
K roku 1969 se uvádí profesně jako ekonom, bytem Uherské Hradiště. Absolvoval Vysokou školu ekonomickou a v době svého nástupu do parlamentu působil jako místopředseda ONV pro okres Uherské Hradiště a předseda plánovací komise ONV.
V roce 1989 během sametové revoluce je Ing. Milan Ptáček zmiňován coby předseda MNV v Uherském Hradišti a jako první v Československu začal oficiálně používat pro tuto funkci oslovení "starosta", které se pak ujalo a používá se dodnes. Spolupracoval s organizátory Sametové revoluce, dokonce dal k dispozici i budovu radnice, přístup do větších prostor, přístup k telefonu, přístup k rozmnožovacím zařízením, k publikování ve Slovácké jiskře, přístup do zpravodaje UH, přidělení uzamykatelných vývěsních skříněk pro potřeby OF. Ač člen KSČ, je popisován pamětníky jako pragmatik, který průběhu převratu nebránil.